# Вакуленко Микола Опанасович
Мико́ла Опана́сович Ваку́ленко (21.09.1890, м. Владикавказ (Російська імперія) — 08.09.1962, м. Вінниця) — український  мікробіолог, патологоанатом, прозектор.

## Життєпис
Народився в сім'ї ветеринарного фельдшера. Упродовж 1900—1909 рр. навчався у Владикавказькій гімназії. У 1909 р. переїхав на постійне місце проживання в Україну. Того самого року вступив на перший курс медичного факультету Київського університету Святого Володимира, який закінчив у 1914 р. Одразу після закінчення університету був мобілізований до лав Царської Армії зауряд-лікарем і призначений прозектором терапевтичного відділення Київського клінічного шпиталю. Державні іспити склав у 1916 р. Одночасно працював на кафедрі патологічної анатомії медичного факультету Київського університету. В лютому 1917 р. переведений наказом на посаду завідувача пересувної лабораторії санітарно-епідеміологічного загону південно-західного фронту Царської армії.
З приходом більшовицької влади, в січні 1919 р. був призначений на посаду завідувача прозектури і лабораторії Вінницького військового шпиталю, де працював до демобілізації у 1928 р. Працюючи у цьому шпиталі, у 1921 р. з метою підвищення кваліфікації упродовж трьох місяців перебував у науковому відрядженні в Київському бактеріологічному інституті.
У 1920 р. М. О. Вакуленко організував першу прозектуру у Вінниці при обласній лікарні ім. М. І. Пирогова, завідувачем якої працював до 1950 р. У 1922—1930 рр. за сумісництвом завідував кафедрою мікробіології у Вінницькому фармацевтичному технікумі (згодом інституті). У 1928 р. після демобілізації отримав штатне місце у Вінницькому фармацевтичному інституті, де був затверджений лектором 1-го розряду. Того самого року перебував у відрядженні в Харківському біохімічному інституті з метою підвищення кваліфікації з біохімії. Після повернення читав курс біохімії у Вінницькому фармацевтичному інституті. У 1929 р. організував прозектуру у Вінницькій психоневрологічній лікарні, де за сумісництвом працював до початку Другої світової війни. Упродовж 1930—1932 рр. М. О. Вакуленко — завідувач кафедри гістології Вінницького заочного медичного інституту. Протягом 1922—1933 р. був керівником доцентського курсу мікробіології Вінницького фармацевтичного технікуму, згодом інституту. У 1933 р. перебував з науковим відрядженням в Українській психоневрологічній академії (Харків) з метою вивчення патологічної анатомії головного мозку. Упродовж 1932—1934 рр. очолював кафедру патологічної анатомії Вінницького виробничого медичного інституту. Восени 1934 р. був призначений на посаду завідувача кафедри патологічної анатомії Вінницького державного медичного інституту, де працював до серпня 1948 р. У цьому навчальному закладі отримав вчене звання доцента.
Під час Другої світової війни працював прозектором у Вінницькій обласній лікарні ім. М. І. Пирогова. У післявоєнні роки займався приватною практикою, виконував лабораторні аналізи для мешканців міста. У 1950 р. перейшов на роботу до Вінницького обласного онкологічного диспансеру на посаду завідувача патолого-гістологічною лабораторією, де працював до 1962 р. Тут він виконував гістологічні дослідження біопсійного матеріалу після операцій. Пішов із життя 8 вересня 1962 р. у Вінниці.

## Наукова та громадська діяльність
М. О. Вакуленко майже п'ятдесят років свого життя присвятив патологічній анатомії та прозекторській справі. Наукові дослідження вченого були присвячені переважно проблемам патологічної анатомії, бактеріології та мікробіології.
Наприкінці 1930-х років М. О. Вакуленко підготував до захисту дисертацію «К вопросу об отложениях закисного и окисного железа в мозге». Автор встановив, що вміст заліза та його обмін у тканинах головному мозку хворих на психічні та дегенеративні захворювання знижений, особливо при тривалому перебігу хвороби та у літніх людей. При туберкульозі, малярії та сепсисі його вміст знижувався за рахунок залізодефіцитної анемії. За даними дослідника, у тканинах мозку хворих на шизофренію та деменцію переважає окисне залізо, вміст закисного заліза був вище у хворих з прогресуючим паралічем. При всіх хронічних дегенеративних захворюваннях автор відзначав сповільнення окислювальних процесів.  
Упродовж 1920–1950-х років з-під пера науковця вийшли праці: «Опыт постановки реакции связывания комплемента при малярии», «Дифференциальная окраска гонокока» (1925), «Липоидный обмен при прогрессирующем параличе в связи с реакцией связывания комплемента», «Содержание железа в промежуточном мозге», «Морфология желез роста при злокачественных опухолях», «Шесть случаев отравления анабазином и изменения им вызванные в печени», «Цитология плевральной жидкости и ее диагностическое значение», «Массовые отравления бледной поганкой и их патологическая анатомия», «Зоб по материалам Пироговской больницы» (1936), «Множественные поражения внутренних органов нейрофиброматозом» (1949). У 1926 р. підготував до друку монографію «Цитологическая картина плевральной жидкости», яка залишилася у рукописному вигляді. Загалом вчений опублікував біля 30 наукових праць, присвячених найважливішим питанням висипного і поворотного тифу, холери, малярії, патологічних змін нервової системи при шизофренії, прогресуючому паралічі, старечій деменції та ін. В науковій роботі широко застосовував гістохімічні і біохімічні методи дослідження.
М. О. Вакуленко проводив велику роботу з підготовки лікарів-патологоанатомів і лаборантів-гістологів, надавав допомогу у написанні дисертаційних робіт, був організатором перших гістологічних лабораторій в районних центрах Вінниччини. Під час роботи у Вінниці брав активну участь у громадському житті — упродовж 8 років був членом міському, неодноразово заміщав його голову, тривалий час працював головою комісії сприяння держкредиту.

## Праці
- Вакуленко Н. Опыт постановки реакции связывания комплемента при малярии / Н. Вакуленко, Б. Шеффер, В. Пашкевич // Врачебное дело. — 1925. — № 12–14. — С. 1023.
- Бойдык Р. И. Множественные поражения внутренних органов нейрофиброматозом / Р. И. Бойдык, Н. А. Вакуленко // Сборник научных трудов Винницкого государственного медицинского института. — Винница, 1949. — Т. 2 — С. 169—172.